# Kadhim Faraj
Kadhim Faraj (1. juli 1949) er en dansk-irakisk skuespiller.

## Filmografi

### Film
- Grisen (2008)
- Min smukke nabo (1999)
- Bryllupsfotografen (1994)
- Ballade i byrådet (1985)

### Tv-serie
- Een gang strømer (1987)
- Hotellet (2000-2002)
- Den serbiske dansker (2001)
- Ørnen (2004-2006)
- Anna Pihl (2006-2008)
- Forbrydelsen (2007)
- Livvagterne (2009-2010)